# Boiga quincunciata
Boiga quincunciata là một loài rắn trong họ Rắn nước. Loài này được Wall mô tả khoa học đầu tiên năm 1908.